# لیبرتین (فیلم ۱۹۶۸)
لیبرتین (انگلیسی: The Libertine) یک فیلم به کارگردانی پاسکواله فستا کامپانیله است که در سال ۱۹۶۸ منتشر شد.

## بازیگران
- ژان-لویی ترنتینیان
- جیجی پرویتی
- ویتوریو کاپریولی
- گابریله تینتی
- فرانک ولف
- پائولو استوپا
- ادا فرونائو